# Algirdas Taminskas
Algirdas Taminskas (* 9. Februar 1962 in Biržai) ist ein litauischer Jurist, Zivilrechtler und Dozent an der Universität Vilnius sowie ehemaliger Richter des Litauischen Verfassungsgerichts.

## Biografie
1986 absolvierte Algirdas Taminskas das Diplomstudium der Rechtswissenschaften an der Juristischen Fakultät der Universität Vilnius. Ab September 1986 war er Assistent, Oberassistent und Lektor sowie Dozent. 1993 promovierte er im Sachenrecht.
Seit 1982 lehrt er Zivilrecht und Sachenrecht. Von 1994 bis 1999 war er Ombudsmann. Von Oktober 1999 bis 2000 war er Richter des Verwaltungsgerichts, von 2000 bis 2007 war er Richter des Obersten Verwaltungsgerichts Litauens (LVAT), vom Juni 2007 Richter des Lietuvos Aukščiausiasis Teismas und vom März 2008 bis 2017  Richter des Litauischen Verfassungsgerichts.